# 카일라샤

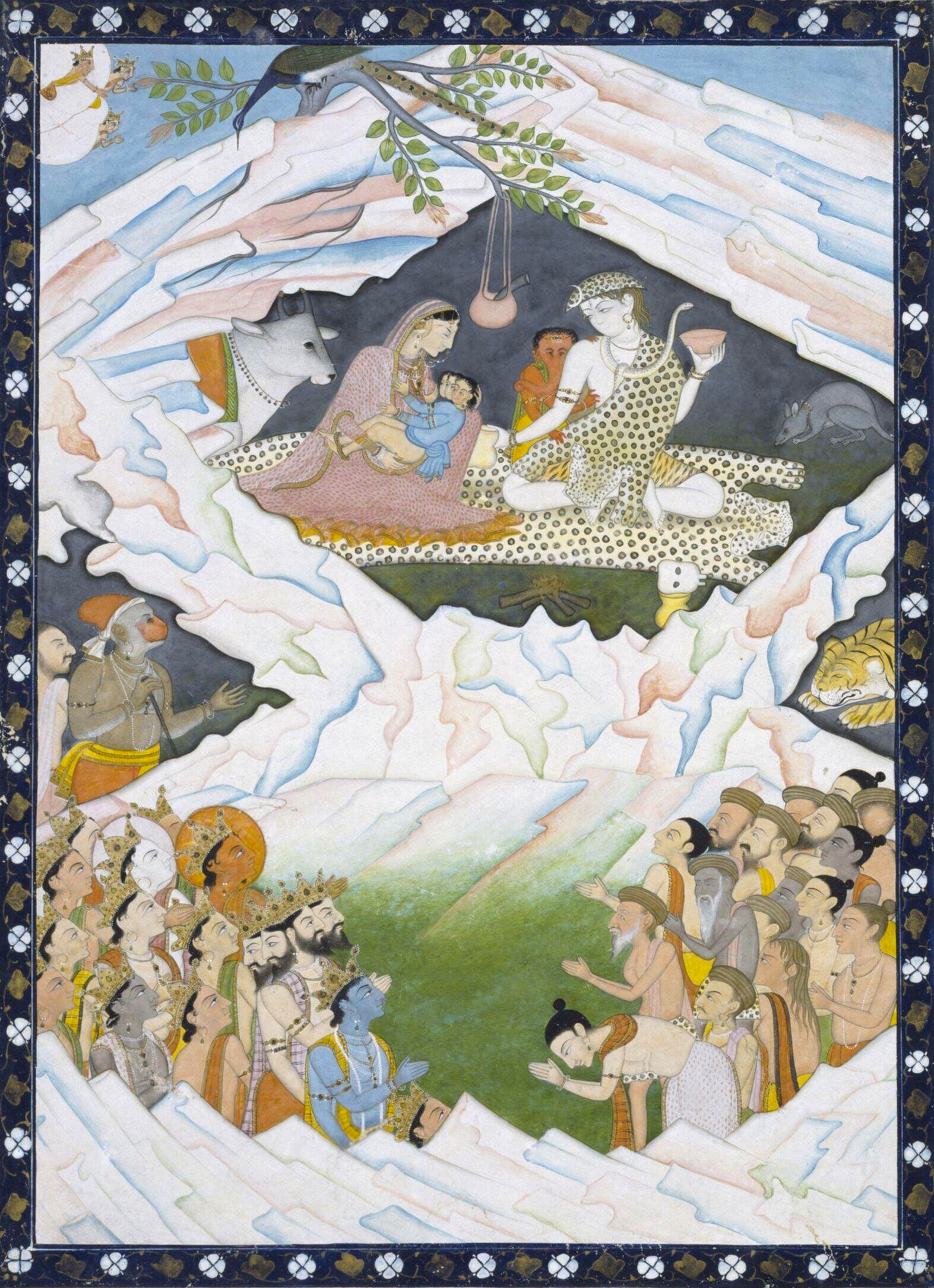
시바와 그의 가족이 카일라샤에 있는 것을 묘사한 삽화

카일라샤 또는 카일라시 (IAST: Kailāsa)는 힌두교의 신 시바의 천상의 거처이다. 전통적으로 시바가 그의 배우자 파르바티와 그들의 자녀인 가네샤와 카르티케야와 함께 거주하는 산으로 인식된다. 티베트고원 서부의 트란스히말라야에 위치한 카일라스산은 카일라샤의 지리적 표현으로 여겨진다.

## 어원
이 이름은 산스크리트어로 "Kailāsa" (कैलास; var. Kailāśa कैलाश)로 주어진다. 이는 "결정"을 의미하는 "kelāsa" (केलास)라는 단어에서 파생되었을 수 있다.

## 신학과 신화
카일라샤의 거처는 시바의 바하나(난디)가 이끄는 한 무리의 가나들에 의해 지켜진다고 한다. 푸라나에 따르면, 시바와 파르바티는 카일라샤에 앉아 힌두 철학에 대한 토론을 벌이는 것으로 자주 묘사된다. 다른 신들과 데바들은 시바가 나타라자의 형태를 취하고 우주적인 춤을 추는 것을 보기 위해 카일라샤에 모이는 것으로 묘사된다.
힌두인들은 카일라샤가 데바가 거주하는 천국인 스바르가로 가는 계단으로 여겨지는 메루산이라고 믿는다. 메루는 우주의 중심으로 여겨지며, 높이가 139,440 km (86,640 mi)에 달하여 땅과 지하 세계를 연결하고 산 꼭대기에 시바가 거주하며 천국과 연결된다고 한다.
마하바라타에 따르면, 카일라샤는 말라야바트와 간담아다나 산맥 사이의 히마바트산맥 한가운데에 위치한다. 일부 경전은 시바가 사이바트라 불리는 산의 뿔에 거주한다고 나타낸다. 이 경전은 또한 태양 광선이 비출 때 산이 금빛으로 빛나며, 과일 나무, 귀중한 보석, 생명을 구하는 약초로 장식된 아름다운 숲, 호수, 강을 포함한다고 서술한다. 또한 카일라사를 천국에 이르는 수단으로 묘사하며, 죄가 없는 존재만이 그곳을 오를 수 있다고 한다. 카일라샤에는 황금 연꽃과 달콤한 물이 있는 알라카라는 호수 근처에 황금 문이 있으며, 그곳에서 만다키니강이 시작된다고 한다. 마하바라타에 따르면, 판다바는 아내 드라우파디와 함께 천국에 도달하기 위해 카일라샤 정상으로 향했지만, 개와 동행한 유디슈티라만이 성공할 수 있었다.
힌두 서사시 라마야나는 카일라샤와 마나사로와르호를 세상의 어느 곳과도 다른 장소로 묘사한다. 또한 카일라사를 키슈킨다산맥을 묘사하는 참조점으로 사용한다. 서사시의 웃타라 칸다에 따르면, 라바나는 시바에 대한 보복으로 카일라사를 뿌리째 뽑으려 시도했고, 시바는 그의 오른발 엄지발가락으로 산을 눌러 라바나를 그 사이에 가두었다고 한다. 시바의 이러한 모습은 또한 카일라샤 거처에 앉아 있는 동안 라바나누그라하("라바나에게 은혜를 베푸는 모습"을 의미)라고도 불린다.
비슈누 푸라나는 카일라샤가 연꽃을 상징하는 여섯 산맥의 중심에 위치한 세계의 기둥이라고 기술한다. 또한 카일라스산의 네 면이 결정, 루비, 금, 청금석으로 이루어져 있다고 기술한다. 또한 시바가 산속에서 깊은 명상에 잠겨 연꽃 자세로 앉아 있다고 언급한다. 이 산에는 네 개의 호수가 있으며, 그 물은 신들이 공유하고, 갠지스강에서 발원하여 지구로 흐르는 네 개의 강이 있다. 바유 푸라나는 이와 유사하게 산이 연꽃과 백합으로 장식된 맑은 물과 물새들로 가득 찬 호수 근처에 위치한다고 묘사한다. 바가바타 푸라나는 카일라사가 메루산 남쪽에 위치한다고 기술한다. 스칸다 푸라나는 카일라샤와 함께 마나사로와르호를 언급하며, 이 거처가 영구적으로 눈으로 덮인 가장 높은 봉우리에 위치한다고 묘사한다. 칼리다사의 쿠마라삼바바와 메가두타 또한 카일라샤에 대한 유사한 묘사를 포함한다.

## 지리적 위치

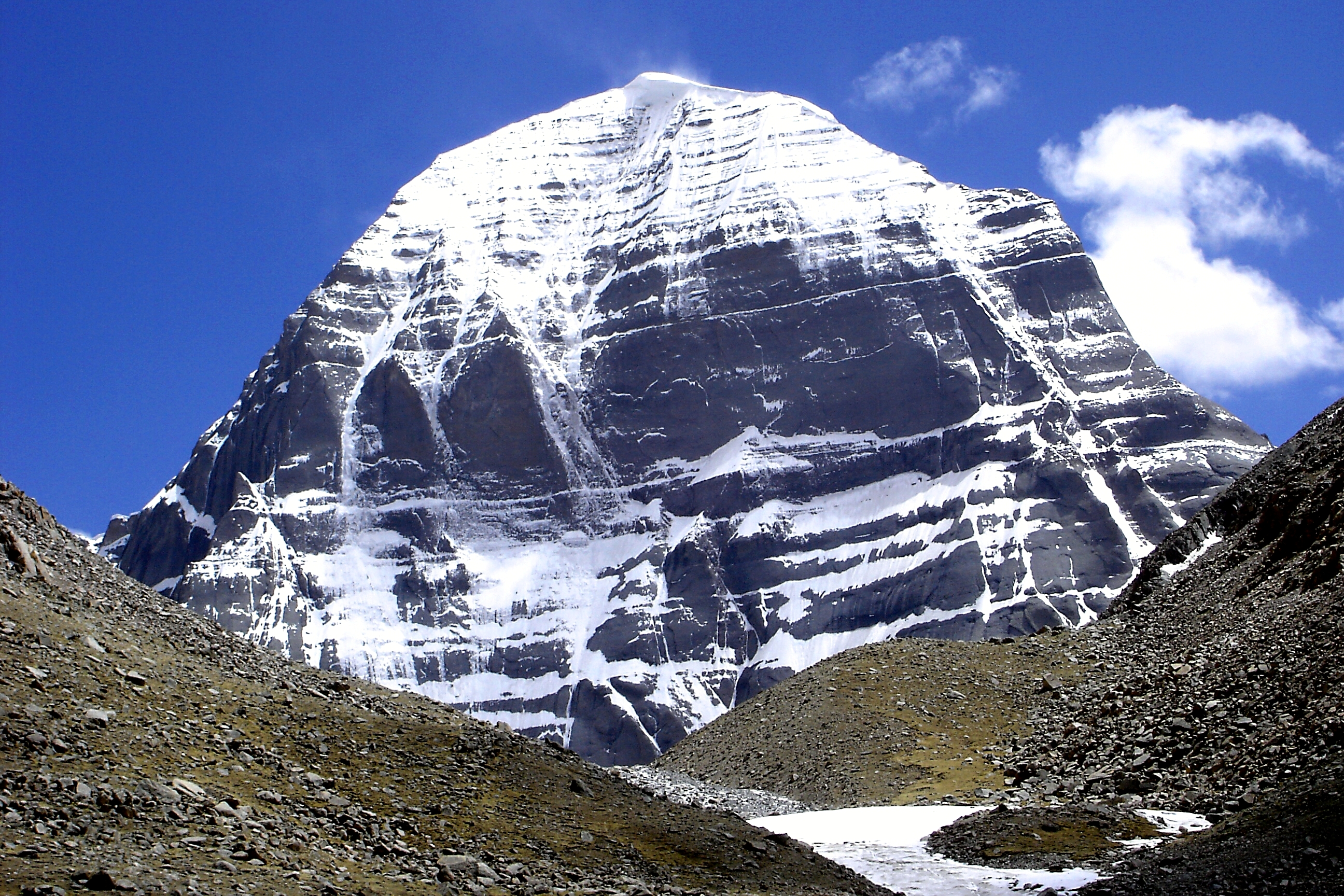
트란스히말라야에 위치한 카일라스산은 종종 카일라사의 지리적 표현으로 여겨진다.

티베트고원 서부의 카일라스 산맥 (강디세 산맥)에 위치한 카일라스산은 카일라사의 지리적 표현으로 여겨지며 힌두교에서 신성시된다. 얄룽창포강 (이후 브라마푸트라강이 됨), 인더스강, 수틀레지강 및 카르날리강 (갠지스강의 지류)을 포함한 여러 강이 이 산에서 발원한다. 이 모든 강 시스템은 카일라사 지역의 60 km2 (23 mi2) 면적에서 시작된다. 카일라샤는 마나사로와르호와 락샤스탈호 근처에 위치한다. 마나사로와르는 빙하로 채워진 고산 담수호이며, 내륙유역인 염수호 락샤스탈로 넘쳐흐른다.
그 신성함 때문에 인도, 네팔 및 다른 국가의 사람들은 이 산으로 '야트라'라고 불리는 순례를 떠난다. 순례는 마나사로와르호로 향하는 트레킹과 카일라스산의 순환을 포함한다. 카일라스산 주변 경로는 53 km (33 mi) 길이이다. 순례자들은 카일라스산 주변을 걸어서 순환하는 것이 공덕을 쌓고, 죄를 씻어내며, 행운을 가져다주는 등 영적으로 유익한 수행이라고 믿는다. 힌두인들은 시계 방향으로 순환한다.

## 같이 보기
- 아카니스타
- 브라흐마로카
- 골로카
- 마니드비파
- 바이쿤타

## 참고 문헌
- Bansal, Sunita Pant (2005). 《Hindu Gods and Goddesses》. Smriti Books. ISBN 978-8-187-96772-9.
- Allen, Charles (1982). 《A Mountain in Tibet》. Futura Publications. ISBN 0-7088-2411-0.
- Chamaria, Pradeep (1996). 《Kailash Manasarovar on the Rugged Road to Revelation》. Abhinav Publications. ISBN 978-8-170-17336-6.